# Sine Frontera (album)
Sine Frontera, pubblicato nel 2003, è il primo album del gruppo omonimo mantovano.

## Tracce
1. L'aristocratica
2. Fischia il vento
3. La guerra è finita
4. Sine Frontera
5. Baraca e buratin
6. La piena dal '51
7. Posizione orizzontale
8. Santa Fe
9. El camino
10. Bomba chiama bomba
11. E' cambiato il vento
12. Internazionale '900

## Musicisti
- Antonio Resta – voce, chitarra acustica
- Paolo Sterzi – violino
- Marco Ferrari – fisarmonica
- Fabio Ferrari – basso elettrico
- Riccardo Mabus Moretti - batteria
- Simone Dalmaschio – percussioni
- Simone Rebucci – chitarra elettrica e acustica